# Valentyn Roubtchynskyi
Valentyn Roubtchynskyi (en ukrainien : Валентин Рубчинський), né le 15 février 2002 à Loutsk en Ukraine, est un footballeur ukrainien évoluant au poste de milieu central au Dynamo Kiev.

## Biographie

### En club
Né à Loutsk en Ukraine, Valentyn Roubtchynskyi est formé au FK Dnipro. Il commence sa carrière professionnelle avec le SK Dnipro-1, jouant son premier match le 12 avril 2019, lors d'une rencontre de deuxième division ukrainienne, face au FK Soumy. Il entre en jeu à la place d'Ihor Zahalskyi (en) et son équipe l'emporte par sept buts à zéro.
Il joue son premier match en première division ukrainienne, contre le Dynamo Kiev le 28 août 2022. Il entre en jeu à la place d'Oleksandr Pikhalyonok (en) et marque également son premier but en professionnel. Son équipe l'emporte par trois buts à zéro,. Il découvre la Ligue Europa Conférence le 8 septembre 2022, lors de l'édition 2022-2023, contre l'AZ Alkmaar. Il est titularisé, mais son équipe est battue (0-1 score final),.
Le 25 juillet 2023, il joue son premier match de Ligue des champions contre le Panathinaïkós. Il est titularisé et son équipe s'impose par trois buts à un.

### En sélection
Valentyn Roubtchynskyi représente l'équipe d'Ukraine des moins de 17 ans, jouant un total de deux matchs en 2019.
Le 24 mars 2023, Roubtchynskyi joue son premier match avec l'équipe d'Ukraine espoirs contre le Danemark. Il est titularisé et son équipe s'impose par trois buts à deux.